# Машина времени (фильм, 2002)
Маши́на вре́мени (англ. The Time Machine) — фильм, снятый по мотивам одноимённого романа Герберта Уэллса, но сюжетно сильно отличающийся от литературного первоисточника. В фильме снялись Гай Пирс, Джереми Айронс, Саманта Мамба и Сиенна Гиллори. Режиссёр фильма Саймон Уэллс является правнуком Герберта Уэллса. Номинация на премию «Оскар» (2003, лучший грим).
Это не первая экранизация романа; в 1960 году на экраны вышел одноимённый фильм. В обеих версиях мрачная и безысходная картина вырождения и гибели уэллсовского человечества заменена на более оптимистичные концовки.

## Сюжет
1899 год. Молодой учёный Александр Хартдеген живёт в Нью-Йорке и преподаёт прикладную механику в Колумбийском университете. Александр назначает своей возлюбленной Эмме свидание, на котором планирует сделать ей предложение руки и сердца. Идя на каток в Центральный парк на свидание с Эммой, он останавливается купить цветы, но забывает об этом, заинтересовавшись одним из первых автомобилей, встреченным на улице.
Прогуливаясь в парке с Эммой, Александр делает ей предложение и дарит обручальное кольцо. Но в этот момент к ним подходит грабитель с револьвером и требует у Александра перчатки и карманные часы. Увидев ещё и кольцо на пальце у Эммы, он пытается забрать его. Александр, вначале пытавшийся решить дело мирно, вынужден вступить в схватку, но во время борьбы грабитель случайно стреляет и смертельно ранит Эмму. Она умирает на руках у Александра.
Тоскующий и страдающий Александр четыре года проводит в своей лаборатории и за это время создаёт машину времени, с помощью которой он намерен вернуться в прошлое и спасти Эмму. Переместившись из 1903 в 1899 год, он вновь приходит на то самое свидание, избегает нападения грабителя в парке и уводит Эмму на улицу. Но когда он ненадолго оставляет её, чтобы купить цветы, Эмма снова гибнет — на этот раз попав под карету, которая перевернулась при попытке избежать столкновения с тем самым автомобилем, которым когда-то заинтересовался Александр.
После этой попытки спасти возлюбленную Александр убеждается, что сколько бы он ни возвращался в прошлое, Эмма всё так же будет погибать — её смерть неизбежна. Он пытается найти у современников ответ на вопрос, почему нельзя исправить прошлое, но, разумеется, не находит понимания. Тогда Александр, считая, что он просто опередил своё время, использует свою машину времени для отправки далеко в будущее, в надежде узнать ответ там.
Свою первую остановку Александр делает 24 мая 2030 года. Там он узнаёт, что в прогрессивном будущем человечество планирует построить свою первую колонию на Луне, проведя серию термоядерных взрывов на её поверхности для создания подземных туннелей. Чтобы получить ответ на свой вопрос, Александр посещает музей и беседует с компьютером Воксом, являющимся гидом по базе знаний человечества, и в итоге узнаёт, что никакого развития идея о перемещении во времени не получила и теперь является не более, чем фантастическим мифом.
Александр решает продолжить путешествие в будущее, но через пару секунд ощущает тряску, означающую какую-то катастрофу. Он решает остановиться уже 26 августа 2037 года. Он видит разрушенную нью-йоркскую улицу и с ужасом узнаёт, что из-за термоядерных взрывов, использованных при строительстве лунной колонии, Луна сошла с орбиты, раскалывается на части и приближается к Земле. Начинается землетрясение, Александр успевает забраться в машину времени и запустить её. Но из-за тряски он ударяется головой об элемент конструкции машины, теряет сознание и случайно перемещает рычаг управления в максимальное положение. Машина на полном ходу уносит Александра в будущее.
Александр лишь на секунду приходит в себя, чтобы остановить машину времени, когда её циферблат показывает уже 16 июля 802 701 года, а после снова теряет сознание. Его обнаруживают и выхаживают местные жители, называющие себя элоями, далёкие потомки человечества (скорее негры или индейцы, чем европеоиды). Местная девушка Мара вводит Александра в курс дела: люди живут в хижинах, прилепившихся, подобно ласточкиным гнёздам, к обрывам ущелья, и занимаются охотой и рыболовством.

Морлок-охотник

Внезапно на людей нападают морлоки — чудовищные, бледные, обезьяноподобные существа, охотящиеся на людей. Люди предпочитают вовсе не замечать их существования до того момента, пока морлоки не начинают забивать их как скот. Те же, кому в этот раз повезло, продолжают и дальше делать вид, что ничего особенного не произошло. Морлоки похищают Мару. Пытаясь выяснить её возможное местонахождение, Александр отправляется под землю и попадает к слегка спятившему от одиночества компьютеру Воксу, который, увидев Александра, понимает, что всё, что он говорил в своё время о машине времени — правда. Компьютер ничего не забывает и хранит в памяти события всех прошедших тысячелетий:

Я помню девочку, которая спрашивала меня про вымерших динозавров. Я… я помню последнюю книгу которую посоветовал. «Обитель Ангелов» Томаса Вульфа. Я помню… помню даже вас… «Перемещения во времени… Практическая область».

С помощью Вокса Александр попадает в подземное царство морлоков, так как от них в своё время сбежал один из элоев и рассказал про окружающий мир компьютеру. В конце концов его берут в плен и отводят в зал, где в клетке сидит Мара. Там он встречается с лидером морлоков, рассказывающим Александру о том, что морлоки — потомки людей, которые переселились после катастрофы с Луной под землю (соответственно, элои — потомки людей, оставшихся жить на поверхности). Морлоки являются кастовым обществом, где каждая каста является отдельным (специально выведенным) биологическим видом. Правящей кастой являются «сверхразумные» телепаты. Элоев они похищают в качестве пищи.
Пользуясь своими телепатическими способностями, Главный Морлок показывает свою осведомлённость в делах давно минувших дней — и по поводу Эммы, и по поводу создания машины времени. Он объясняет Александру, почему тот никак не мог спасти Эмму — только благодаря её смерти он создал машину времени, а спаси он её, у него не было бы причин создавать устройство, создавая тем самым временной парадокс.
Машину времени Александра морлоки забрали и принесли в своё подземелье (для опытов). Главный Морлок предлагает Александру отправиться восвояси (то есть обратно в 1903 год), оставив будущее таким, как оно есть. Но Александр в момент запуска машины хватает Главного Морлока за руку. Далее между ними следует драка, в результате которой Главный Морлок выпадает за пределы сферы действия машины времени и за несколько секунд стареет, гниёт и рассыпается в прах, оставляя на шее Александра руки, которые оставались внутри сферы.
Александр останавливает машину в 635 427 810 году и видит вокруг мрачную и пустынную местность, уставленную только башнями морлоков, и группы скованных цепями людей, ведомых морлоками на убой. Эволюция и история человечества давно закончились, и всё зашло в тупик без всяких надежд на возрождение. Земля окончательно превратилась в ад. Александр стремится во что бы то ни стало вернуться обратно в то время, где осталась Мара, но его осенила мысль: невозможно изменить прошлое, но можно изменить будущее. И он полон решимости сделать именно это. Он должен уничтожить всех морлоков, чтобы они не убивали и не ели людей.
Александр возвращается к Маре и, освободив её, взрывает машину времени, замкнув механизм карманными часами. В результате взрыв создает цепную реакцию, уничтожающую все подземелья морлоков и их самих, а Александр с Марой успевают выскочить из подземелья и спастись.
Поскольку машины времени больше нет, Александр начинает жить с Марой и, пользуясь знаниями компьютера Вокса, начинает потихоньку восстанавливать цивилизацию, а сам Вокс по памяти читает аборигенам произведения литературы: этим зрителям дают понять, что для технического прогресса человечества ещё не всё потеряно. Между делом Александр приводит Мару на ту поляну, где стояла машина времени и где в 1903 году была его лаборатория. Зритель видит плавную трансформацию поляны в лабораторию, где друг Александра Дэвид Филби беседует с пожилой домохозяйкой Александра миссис Уотчет — оба обеспокоены внезапным исчезновением Александра, но выражают надежду, что где бы он ни был, он там счастлив. Тем самым зрителя возвращают в реальность, демонстрируя, что всё показанное будущее — лишь один из вариантов и по-прежнему остаётся возможность всё изменить.

## В ролях
| Актёр          | Роль                |
| -------------- | ------------------- |
| Гай Пирс       | Александр Хартдеген |
| Марк Эдди      | Дэвид Филби         |
| Филлида Ло     | миссис Уотчет       |
| Сиенна Гиллори | Эмма                |
| Макс Бэйкер    | грабитель           |
| Орландо Джонс  | Вокс                |
| Саманта Мамба  | Мара                |
| Омеро Мамба    | Кален               |
| Йенси Ариас    | Торен               |
| Джереми Айронс | Главный Морлок      |

## Пребывания Хартдегена в разных временах
| Дата                 | События |
| -------------------- | --- |
| 24 мая 2030 года     | Александр видит огромный монитор с надписью «Будущее перед вами» (англ. The Future is Now) и останавливает машину времени в этой эпохе. Он попадает в электронную библиотеку, где видит голографического Вокса.                         |
| 26 августа 2037 года | Из-за лунной стройки Луна сходит с орбиты и разрушается. |
| 802 701 год          | На Земле живут далекие потомки человечества, разделившегося на два вида. Первые из них (элои) похожи на индейцев, живут на поверхности земли. Вторые (морлоки) живут под землей и питаются первыми, а также размножаются с помощью них. |
| 635 427 810 год      | На Земле правят морлоки. Последних элоев ведут на съедение. |

В последние 18 дней съёмок над фильмом работал режиссёр Гор Вербински, так как Уэллс стал страдать от «крайнего истощения». Вербински также занимался монтажом.
Изначально была задумана дополнительная сцена, в которой обломки Луны падают на Нью-Йорк и разрушают небоскрёбы. Сцена была вырезана в связи с терактами 11 сентября 2001 года.

## Критика
На американском сайте Rotten Tomatoes фильм получил среднюю оценку 4,79 из 10. На сайте положительной стороной фильма посчитали спецэффекты. Отрицательной стороной посчитали то, что «фильм принимает самый худший оборот, когда он переключается с истории о потерянной любви на запутанный боевик-триллер». На англоязычном сайте Metacritic фильм получил оценку 42 из 100, что указывает на «смешанные или средние отзывы».
Согласно отзыву российского веб-сайта «Мир фантастики», снимавший фильм Саймон Уэллс «вдоволь поиздевался» над первоисточником и его автором. Отмечено то, что от книги в фильме осталось только название, были вычищены все социальные и философские идеи.
Американская онлайн-газета «Seattle Post-Intelligencer» критикует введение в фильм таких персонажей, как главный морлок (Джереми Айронс), но положительно отзывается про образ путешественника во времени (Гай Пирс) и его изменение по ходу сюжета.